# 城厢镇 (天全县)
城厢镇，是中华人民共和国四川省雅安市天全县下辖的一个乡镇级行政单位。2019年12月，撤销大坪乡和多功乡，将原大坪乡任家村所属行政区域划归城厢镇管辖。

## 行政区划
城厢镇下辖以下地区：
正西社区、东城社区、西城社区、向阳社区、新区社区、北城村、东城村、西城村、黄铜村、白石村、十里村、沙坝村、向阳村、梅子村、龙尾村、马溪村和两岔村。